# José Rivas
José Alejandro Rivas Gamboa (Valera, 13 settembre 1998) è un calciatore venezuelano, attaccante del Trujillanos.

## Carriera
Ha debuttato fra i professionisti con il Trujillanos l'11 luglio 2015, disputando l'incontro di Primera División pareggiato 1-1 contro il Dep. La Guaira.
Il 1º febbraio 2021 è stato acquistato a titolo definitivo dalla squadra greca del Volo.

## Statistiche

### Presenze e reti nei club
Statistiche aggiornate al 1º febbraio 2021.
| Stagione           | Squadra            | Campionato         | Campionato | Campionato | Coppe nazionali | Coppe nazionali | Coppe nazionali | Coppe continentali | Coppe continentali | Coppe continentali | Altre coppe | Altre coppe | Altre coppe | Totale | Totale |
| Stagione           | Squadra            | Comp               | Pres       | Reti       | Comp            | Pres            | Reti            | Comp               | Pres               | Reti               | Comp        | Pres        | Reti        | Pres   | Reti   |
| ------------------ | ------------------ | ------------------ | ---------- | ---------- | --------------- | --------------- | --------------- | ------------------ | ------------------ | ------------------ | ----------- | ----------- | ----------- | ------ | ------ |
| 2015               | Trujillanos        | PD                 | 9          | 1          | CV              | 2               | 0               |                    | -                  | -                  |             | -           | -           | 11     | 1      |
| 2016               | Trujillanos        | PD                 | 5          | 0          | CV              | 0               | 0               | CL                 | 0                  | 0                  |             | -           | -           | 5      | 0      |
| 2017               | Trujillanos        | PD                 | 6          | 0          | CV              | 1               | 0               |                    | -                  | -                  |             | -           | -           | 7      | 0      |
| 2018               | Trujillanos        | PD                 | 12         | 2          | CV              | 0               | 0               |                    | -                  | -                  |             | -           | -           | 12     | 2      |
| 2019               | Trujillanos        | PD                 | 31         | 11         | CV              | 0               | 0               |                    | -                  | -                  |             | -           | -           | 31     | 11     |
| Totale Trujillanos | Totale Trujillanos | Totale Trujillanos | 63         | 14         |                 | 3               | 0               |                    | -                  | -                  |             | -           | -           | 66     | 14     |
| 2020               | Est. Mérida        | PD                 | 19         | 9          | CV              | 0               | 0               | CL+CS              | 6+2                | 4+0                |             | -           | -           | 27     | 13     |
| Totale carriera    | Totale carriera    | Totale carriera    | 82         | 23         |                 | 3               | 0               |                    | 8                  | 4                  |             | -           | -           | 93     | 27     |